# My Life My Way
My Life My Way è il decimo album in studio del gruppo musicale hardcore statunitense Agnostic Front, pubblicato nel 2011.

## Tracce
1. City Streets – 2:22
2. More Than a Memory – 2:39
3. Us Against the World – 2:16
4. My Life My Way – 3:51
5. That´s Life – 1:20
6. Self Pride – 3:13
7. Until the Day I Die – 2:20
8. Now and Forever – 2:51
9. The Sacrifice – 2:59
10. A Mi Manera – 2:50
11. Your Worst Enemy – 2:20
12. Empty Dreams – 2:19
13. Time Has Come – 2:51

## Formazione
- Roger Miret - voce
- Vinnie Stigma - chitarra
- Joseph James - chitarra
- Mike Gallo - basso
- Pokey Mo - batteria